# José Antonio Salcedo
José Antonio “Pepillo” Salcedo Ramírez (Madrid, 1816-Maimón, 1864) fue un político y militar dominicano. Líder de la Guerra de Restauración, ocupó la presidencia del gobierno en armas de la República Dominicana desde septiembre de 1863 hasta su derrocamiento y posterior ejecución por su adversario Gaspar Polanco Borbón en octubre y noviembre de 1864.

## Biografía
Nació en 1816 en el seno del matrimonio compuesto por don José Antonio Salcedo y doña Luisa Ramírez y Marichal. Sus padres, que nacieron en Baracoa (Cuba) pero que se criaron en Montecristi, eran hijos de dominicanos que emigraron por causa de la cesión de Santo Domingo a Francia. Los Salcedo-Ramírez viajaron en 1815 a Madrid (España), donde habría de nacer José Antonio "Pepillo", reflejo de la costumbre típica de la aristocracia colonial americana de viajar a Europa.
Fue descrito por sus contemporáneos como un hombre culto, bastante instruido; de piel blanca, cabellera rubia, ojos azules, musculatura recia, y pequeño de estatura; abierto y simpático, aunque en ocasiones, de temperamento sanguíneo; buen jinete, y liderato incuestionable.
Durante el mes de febrero de 1861 el General José Antonio Hungría, que había sido jefe de Pepillo en la batalla de Sabana Larga, junto a otros militares dominicanos y oficiales españoles que se encontraban en el país, recorrían la Línea Noroeste recogiendo firmas para apoyar la anexión a España . Hungría hizo comparecer a Pepillo ante su persona en el poblado de Guayubin . Salcedo cuando estuvo frente a Hungría no quiso desmontarse de su caballo, conociendo para lo que había sido llamado. Cuando Hungría le pidió que firmara el documento Pepillo con ruda firmeza le respondió:
No puedo aceptar con mi firma la anexión, puesto que soy un soldado de la Independencia, en la guerra por la Patria serví a usted con gusto pero en esta cesión no le acompaño.
Al terminar estas palabras con la decisión que era característica de su persona, sin despedirse, clavó su caballo y salió del pueblo. Al momento de emprender la marcha a la salida del lugar, venida una tropa española marchando al toque de trompetas y redoble de tambores, el caballo de Salcedo se espantó con el ruido y le tumbo. Encarándose al Coronel que comandaba la unidad militar, lleno de cólera le dijo: Carajo...!!
A partir de ese momento y consumada definitivamente la anexión, las autoridades españolas le hicieron la vida imposible a Salcedo. Tiempo después en un corte de madera de los varios que tenía fue atacado por uno de sus peones y Pepillo , en legitima defensa, apuña leo al agresor quien murió poco tiempo después. Las autoridades le hicieron preso acusándolo de un crimen que desde el punto de vista jurídico no tenía justificación. Detenido en la Fortaleza de Santiago, Pepillo se fugó en los días en que se iniciaba el levanta miento del 16 de agosto de 1863 . se presentó a los patriotas que encabezaban el movimiento Restaurador en la Villa de Guayubín y se sumó al ejército en el inicio mismo de la nueva guerra de Independencia. Participó en varios combates y fue uno de los jefes militares que sitio la ciudad de Santiago, obligando a las tropas españolas, después del incendio de la Villa, a retirarse hasta Puerto Plata.
Sus condiciones Innatas de guerrero, su ilustración , su carisma, y el valor que había demostrado en el campo de batalla, lo hicieron acreedor por sus compañeros de armas para ser promovido y elegido a la presidencia de la República recién restaurada. José Antonio Salcedo, conocido popularmente como Pepillo, fue el primer presidente del Gobierno Restaurador.
Como contra-peso a sus cualidades de hombre de acción, Salcedo, carecía de poder de decisión y cuando su carácter se violentaba era caprichoso y agresivo. La autoridad y el respeto que había ganado en el campo de batalla los fue perdiendo por sus decisiones impulsivas, que no correspondían a las funciones que con energía y seriedad, estaba obligado a ejercer la figura política y militar más importante del gobierno Restaurador.
La oficialidad subalterna terminó, consternada, confundida , desobedeciendo sus órdenes. Y los adversarios que se multiplicaron de inmediato, lo acusaron de "baecista" o sea seguidor de Buenaventura Báez, y de mantener una actitud pasiva frente a los españoles, que perseguía entenderse con ellos excluyendo la condición de la soberanía absoluta de la República. El 10 de octubre de 1864 fue derrocado y hecho prisionero por un movimiento popular encabezado por Gaspar Polanco y apoyado por la mayoría de los jefes militares Restauradores. Gregorio Luperón fue encargado de su custodia y recibió instrucciones de sacarlo del territorio nacional a la mayor brevedad posible, por algún punto de la frontera con Haití.
Trasladado a la costa, cerca de Puerto Plata, en el Paraje de Maimón, Pepillo fue informado por el oficial jefe de la escolta que debía ser fusilado por orden escrita, en ese lugar. Pepillo, hombre de incuestionable valor, no hizo ningún gesto visible de protesta o de rechazo a lo que sabía era su trágico destino.

Busto de José Antonio Salcedo en el Parque Independencia

Antes de su ejecución entregó a un soldado del pelotón de fusilamiento encargos para su mujer que vivía en Guayubín. Ese soldado, con algo más de 20 años se llamaba Ulises Heureaux alias Lilis .
Fue fusilado en la Playa de Maimón a los 48 años de edad.
La ciudad de Manzanillo, en la provincia de Monte Cristi, fue nombrada en su honor en 1949, siendo conocida desde entonces como Pepillo Salcedo.